# Bandă desenată

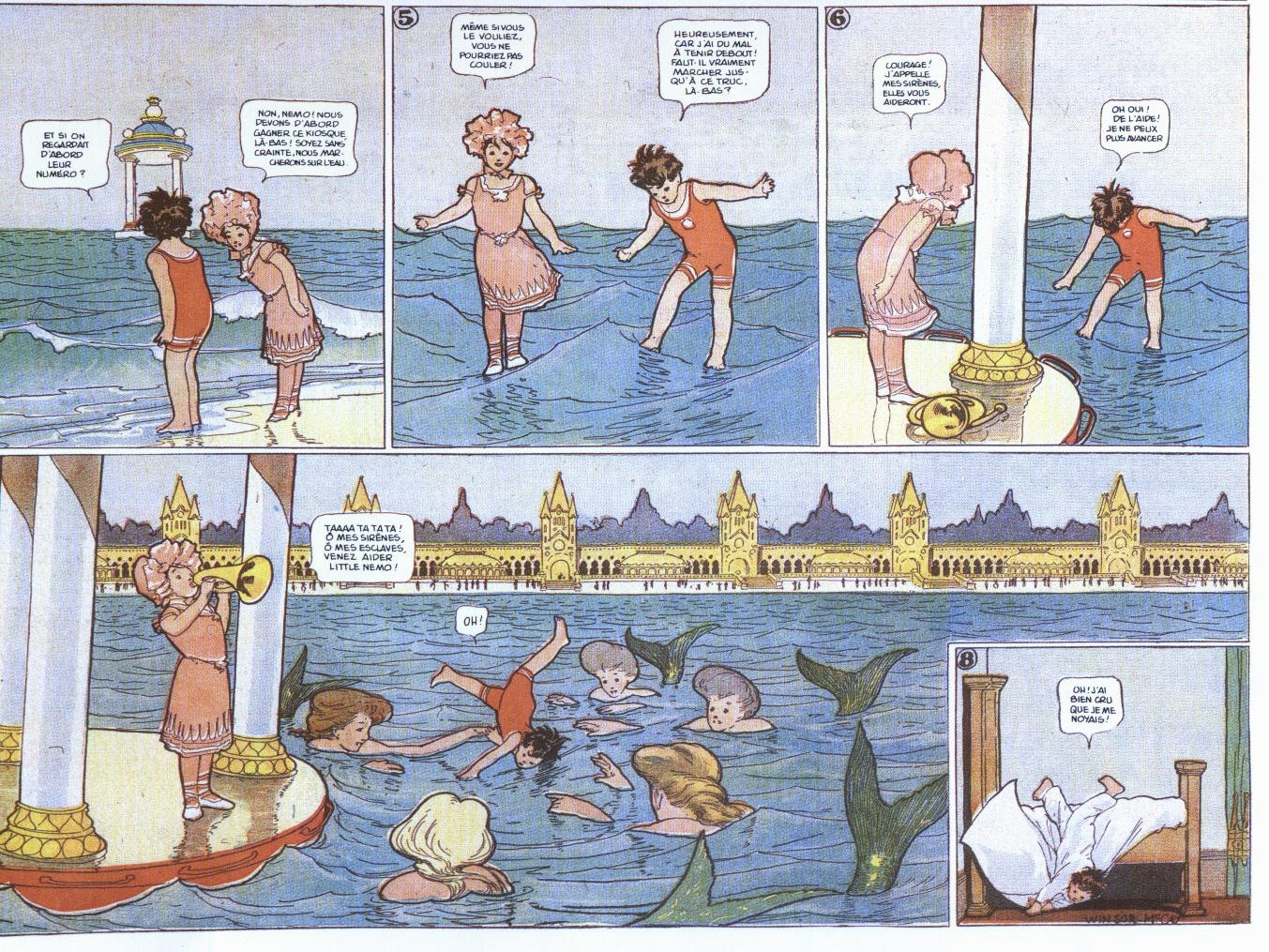
Banda desenată Little Nemo in Slumberland

O bandă desenată reprezintă un mijloc de comunicare pe cale grafică, alcătuit cu ajutorul imaginilor și, adeseori, a cuvintelor, în scopul de a ilustra un fir narativ. Aceasta este,in special, destinata copiilor de toate vârstele. 

## Limbaj

#### Trăsături distinctive
Interpretarea unei benzi desenate implică un număr de convenții, într-o oarecare măsură variabile ca expresie grafică în funcție de preferințele autorului (sau a colectivului de autori, a sistemului de convenții grafice stabilite pentru o publicație de benzi desenate etc.); astfel, un cititor obișnuit cu ilustrarea de benzi desenate într-o manieră anume nu va întâlni dificultăți în descifrarea unei abordări diferite. Între cele mai cunoscute modele sunt:
- adăugarea replicilor sau a indicațiilor de loc și timp sub fiecare ilustrație în parte, folosind normele limbii scrise (punctuație, linii de dialog);
- folosirea bulelor de dialog, îndreptate spre gura ori silueta personajului (când nu i se vede fața sau când ilustrația e foarte densă). În acest caz, indicațiile temporale și de loc vor fi, de regulă, marcate prin casete dreptunghiulare situate în partea de sus a ilustrației.

O ilustrație de bandă desenată nu va avea aspectul unui instantaneu ori stop-cadru, ci va sugera mai multe momente de timp. După gradul de complexitate, aplicațiile în acest sens pornesc de la notarea în dreptul ilustrației a mai multe replici (cu toate că ele corespund unor momente succesive în timp) și merg până la imitarea fotografiei stroboscopice (apariția siluetei unui personaj, a unei părți a corpului sau a unui obiect de mai multe ori pe o aceeași imagine, cu scopul de a sugera o mișcare rapidă). Sunt folosite, mai simplu, așa-numitele zip ribbons (linii frânte sau curbe desenate în apropierea unui obiect pentru a sugera traiectoria sa până în acel punct) și norișori de praf (indică o mișcare demarată cu un impuls mare – pornirea unei mașini, dar și pasul grăbit al unui personaj – sau, dimpotrivă, oprirea bruscă din viteză).
Reprezentarea unei succesiuni de acțiuni se va face în majoritatea cazurilor de la dreapta la stânga ori, mai puțin frecvent, de sus în jos. Excepțional, se pot folosi și alte sensuri de citire (de la stânga la dreapta, în sensul acelor de ceasornic), care vor provoca, însă, dificultăți în a fi urmărite. O situație arhicunoscută este schimbul de replici: indiferent dacă vor fi folosite bule de dialog sau nu, personajul care dă prima replică va fi așezat în partea stângă a imaginii sau deasupra celuilalt.
În cazul unor ilustrații complexe, se pot întâlni și acțiuni de fundal, cu efect comic sau probe ale unei narațiuni pe mai multe straturi (rezultatul unei acțiuni pornite cu câteva ilustrații mai devreme, în vreme ce atenția cititorului a fost mutată în altă drecție); ele sugerează simultaneitatea sau o acțiune ciclică (de exemplu, păsărele cântând într-un crâng) și vor ocupa un spațiu redus în cadrul ilustrației (întărind „depărtarea” fundalului de ceea ce se întâmplă în prim-plan).